# Local Peer Discovery
El protocolo Local Peer Discovery es una extensión del sistema de distribución de archivos BitTorrent. Está diseñado para soportar el descubrimiento de nodos BitTorrent locales, con el objetivo de minimizar el tráfico del canal del ISP y maximizar el uso del ancho de banda de la red LAN.
Local Peer Discovery está implementado con mensajes basados en HTTP por medio de multicast UDP en el grupo de direcciones 239.192.152.143:6771. Aunque ha sido implementado en muchos clientes (µTorrent, BitTorrent, MonoTorrent, libtorrent y sus derivados como Transmission 2.0) y su implementación es muy simple, no se ha creado ninguna especificación. Una extensión multicast alternativa al protocolo ha sido publicada en BEP 26.